# جنگ روسیه و سوئد (۱۵۹۰–۱۵۹۵)

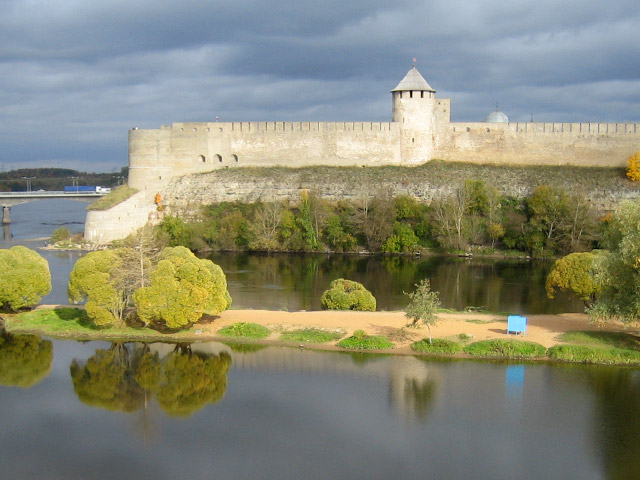
قلمرو دوک استونی

جنگ بین روسیه و سوئد در سالهای ۱۵۹۰ تا ۱۵۹۵ توسط بوریس گودونوف به امید بازپس گرفتن قلمرو دوک استونی از سوئد انجام شد. این قلمرو از زمان جنگ لیوونی به تصرف سوئد درآمده بود. به محض پایان اعتبار معاهده پلوسا در سال ۱۵۹۰ ارتشی بزرگ به رهبری گودونوف و شوهر خواهرش فیودور اول روسیه از مسکو به سمت ولیکی نووگورود لشکر کسی کرد. در ۱۸ ژانویه از رود ناروا عبور کردند و قلعه سوئدی ناروا را به تصرف درآوردند. قلعه مهم دیگری به نام کینگیسپ در عرض دو هفته به تصرف روسها درآمد. در آن واحد روسیه در استوونی تا تالین و در فنلاند تا هلسینکی پیش رفت.
در ۲۵ فوریه، حاکم محلی سوئدی کلاس هنریکسون هورن مجبور به امضای آتش‌بس شد، که به موجب آن سوئد می‌بایست زمین‌هایی را که در معاهده پلوسا - یعنی ایانگورود، کینگیسپ، و کوپوریه - را به روسیه پس بدهد. این قرارداد موجب نارضایتی جان سوم سوئد شد، و لشگری را برای محافظت از ایانگورود فرستاد ولی اقدام برای بازپس گیری قلعه به جایی نرسید.
در این دوران مقاومت‌هایی از سوی دهقان‌های فنلاندی صورت گرفت که به علت کمبود نیروی انسانی به موفقیت نینجامید گودونوف در نهایت توانست بر این شورش‌ها پیروز شود. در ماجرای این درگیری‌ها فنلاند ویران شد. سه سال طول کشید تا سوئد در ماه می ۱۵۹۵ به امضای معاهده تئوسنیا تن داد. طبق این معاهده تمام زمین‌هایی را که روسیه در معاهده پلوسا از دست داده بود، به جز ناروا، را به آنها بازگرداند و در مقابل روسیه می‌بایست دست از مالکیت استوونی دست برمی‌داشت. مالکیت سوئد بر استوونی در سال ۱۵۶۱ مورد تأیید روسیه قرار گرفت.